# Jalmenus
Jalmenus is een geslacht van vlinders van de familie Lycaenidae, uit de onderfamilie Lycaeninae.

## Soorten
- J. clementi (Druce, 1902)
- J. daemeli (Semper, 1879)
- J. eichhorni (Staudinger, 1888)
- J. eubulus (Miskin, 1876)
- J. evagoras (Donovan, 1805)
- J. icilius (Hewitson, 1865)
- J. inous (Hewitson, 1865)
- J. itonus (Miskin, 1890)
- J. leucochroa (Waterhouse, 1903)
- J. lithochroa (Waterhouse, 1903)
- J. pseudictinus Kerr & MacQueen, 1967